# Louis Chevrolet

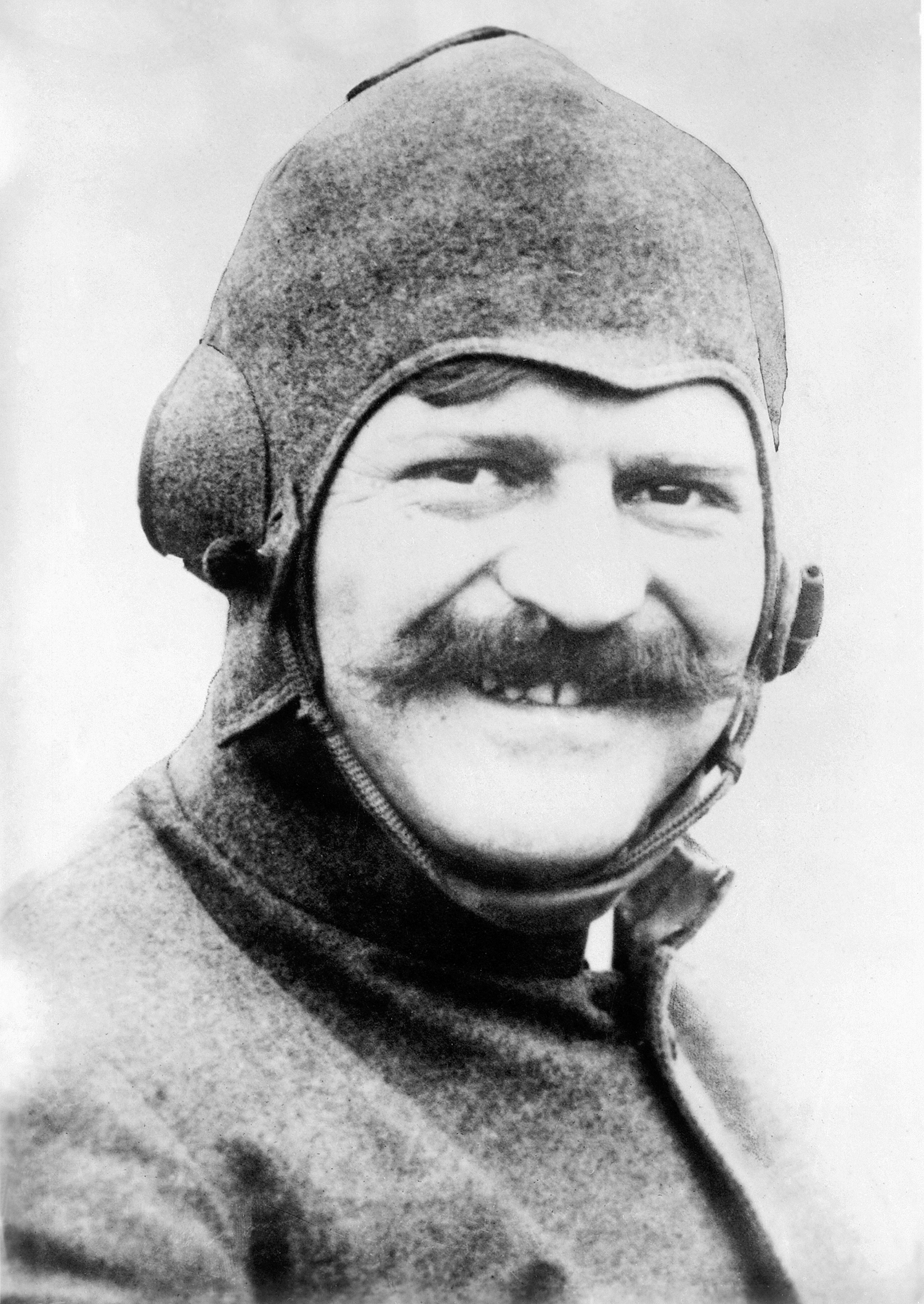
Louis Chevrolet (1911)

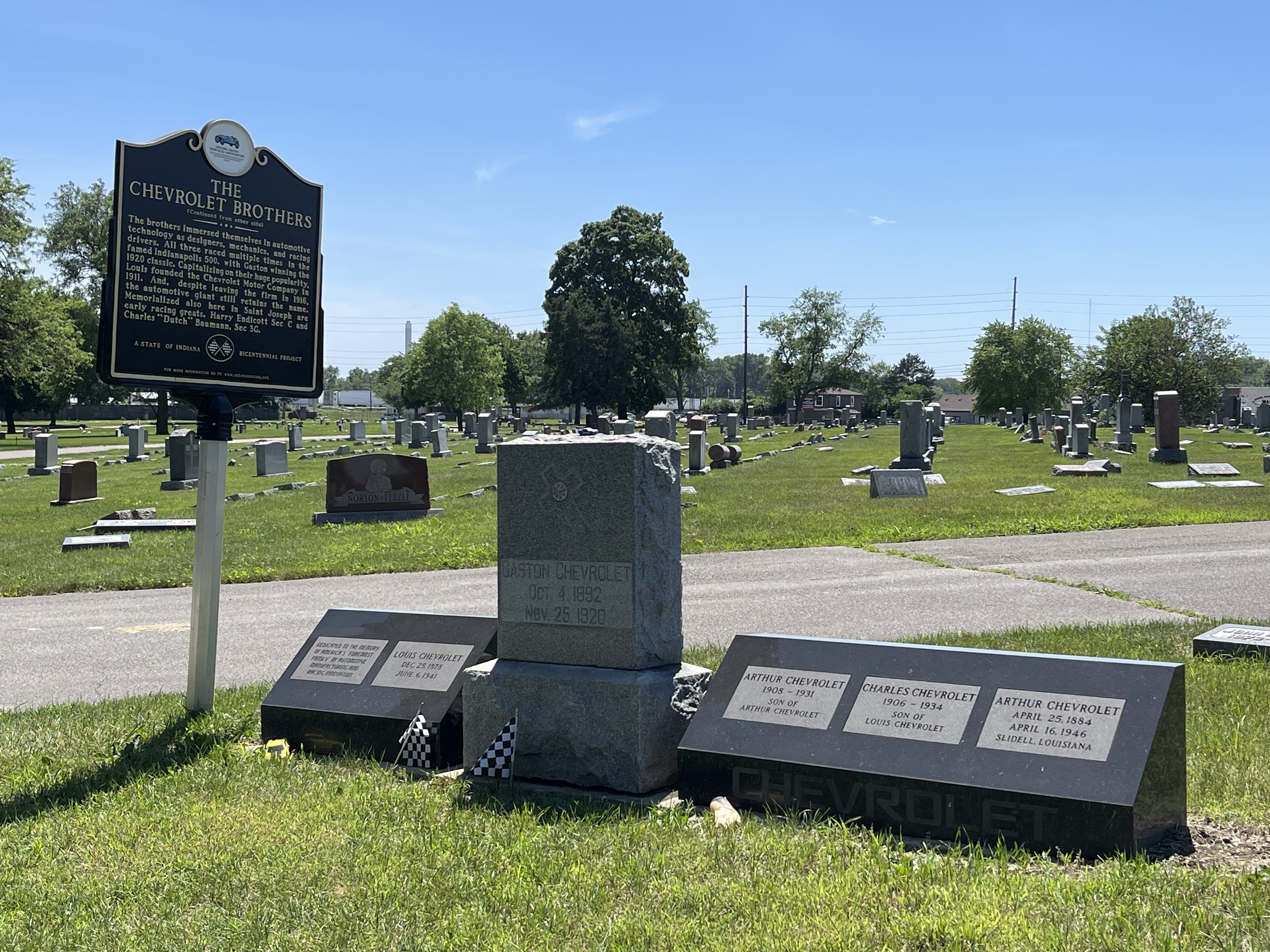
Het familiegraf

Louis Chevrolet (La Chaux-de-Fonds, 25 december 1878 – Detroit, 6 juni 1941) was een Amerikaans autopiloot, monteur en ingenieur van Zwitserse komaf. Hij was medeoprichter van de firma Chevrolet (met William Durant) en later ook Frontenac Motor Corporation (met zijn broers Gaston en Arthur).

## Biografie
Zijn familie verhuisde in 1877 eerst naar Frankrijk. Hier ontwikkelde Louis zijn mechanische vaardigheden en toonde interesse in wielrennen. Tegen het einde van de eeuw trok hij naar Noord-Amerika, eerst naar Canada maar na een jaar trok hij verder naar New York in de Verenigde Staten. Hier werkte hij onder andere voor de Franse autofabrikant De Dion-Bouton.
Hij was ook een enthousiast racer, in 1905 won hij zijn eerste prijs met een Fiat. Voor Buick deed hij later ook mee en raakte aldaar bekend met pionier William Durant van General Motors. Durant huurde Chevrolet in om een zescilinder benzinemotor te ontwerpen.
In 1911 richtte Chevrolet samen met zijn broer Arthur, William Durant en nog enkele anderen de Chevrolet Motor Car Company op in Detroit. Na een meningsverschil verkocht Chevrolet in 1913 zijn belang dat vanaf dan deel uitmaakte van General Motors. Durant wilde vooral concurreren met Ford Motor Company, maar Chevrolet wilde juist grote, snelle en duurdere wagens maken.
In 1916 richtte Chevrolet en zijn broers de Frontanac Motor Corporation. Dit bedrijf ontwierp en produceerde racewagens. Chevrolet reed vier keer in de Indianapolis 500, met als beste resultaat een zevende plaats in 1919.
In 1927 richtte Chevrolet het vliegtuigmotorenbouwbedrijf Chevrolair op. Met het uitbreken van de economische crisis in de jaren 1930 ging het bedrijf drie jaar later failliet. Hij keerde terug naar Chevrolet om als monteur in de fabrieken in Detroit te werken.
Chevrolet stierf op 6 juni 1941 in Detroit aan een hartaanval. Hij ligt begraven op de Holy Cross and Saint Joseph Cemetery in Indianapolis, in de staat Indiana.
In 1905 was het getrouwd met Suzanne Treyvoux (1888-1966), ze kregen twee zonen en een dochter, Clara.